# Леди Годива (реактор)
Леди Годива — экспериментальный импульсный ядерный реактор, построенный в Лос-Аламосской национальной лаборатории. Своё название реактор получил в честь персонажа британской истории, из-за того, что его активная зона была полностью обнажённой — никакой биологической защиты, отражателей нейтронов, или даже корпуса не предусматривалось (части уранового ядра были закреплены на металлическом каркасе).

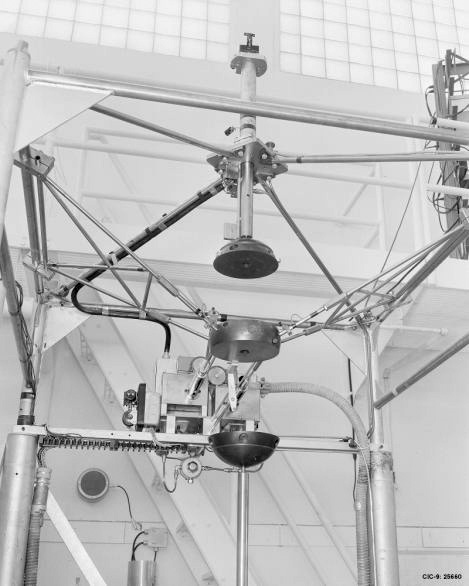
Устройство «Леди Годива»

Активная зона реактора представляла собой шар из высокообогащенного (до 93,7 %) урана-235 массой 53 кг, разделённый на три части, и с цилиндрическим отверстием внутри. Во время экспериментов части сводились вместе, а в отверстие вводился цилиндр из урана-235, при этом устройство кратковременно достигало критичности и в нём начиналась самоподдерживающаяся цепная ядерная реакция, сопровождающаяся вспышкой нейтронного и гамма-излучения.
Несмотря на то, что большая часть действий с устройством выполнялась дистанционно, из-за отсутствия биологической защиты устройство оставалось крайне опасным. Так, экспериментатор Отто Фриш однажды чуть не погиб, приблизившись к собранному ядру Годивы. Человеческое тело хорошо отражает нейтроны, и приближение человека к ядру приблизило его к критичности.
12 февраля 1957 года произошёл аварийный выход устройства на критичность. Никто из людей не пострадал, но энергия ядерной реакции серьёзно повредила устройство, и оно было признано непригодным к ремонту.
Позже были построены ещё несколько устройств, аналогичных по принципу действия, но гораздо более совершенных: они управлялись полностью дистанционно (в отличие от первого устройства, в котором некоторые действия приходилось выполнять вручную), предусматривалось охлаждение ядра, что позволило увеличить мощность импульсов.
Первый периодический импульсный быстрый реактор в СССР создали в 1960 г.

## Годива-II
Позднее была построена Годива-II. Её построили в бетонном здании, толщина стен которого составляет 51 см, а толщина крыши — 20 см. Во избежание аварий, происходивших на предыдущем реакторе, Годива-II находилась на расстоянии около 400 м от диспетчерской.
В 1959 году Лос-Аламосская лаборатория предоставила доступ Министерству обороны США к реактору Годива-II для радиационных испытаний в течение двух дней ежемесячно.